# وست بلمار (نیوجرسی)
وست بلمار (به انگلیسی: West Belmar) یک منطقهٔ مسکونی در ایالات متحده آمریکا است که در وال، نیوجرسی واقع شده‌است. وست بلمار ۱٫۲۱۶ کیلومتر مربع مساحت و ۲٬۴۹۳ نفر جمعیت دارد و ۹ متر بالاتر از سطح دریا واقع شده‌است.